# Глиногіпс

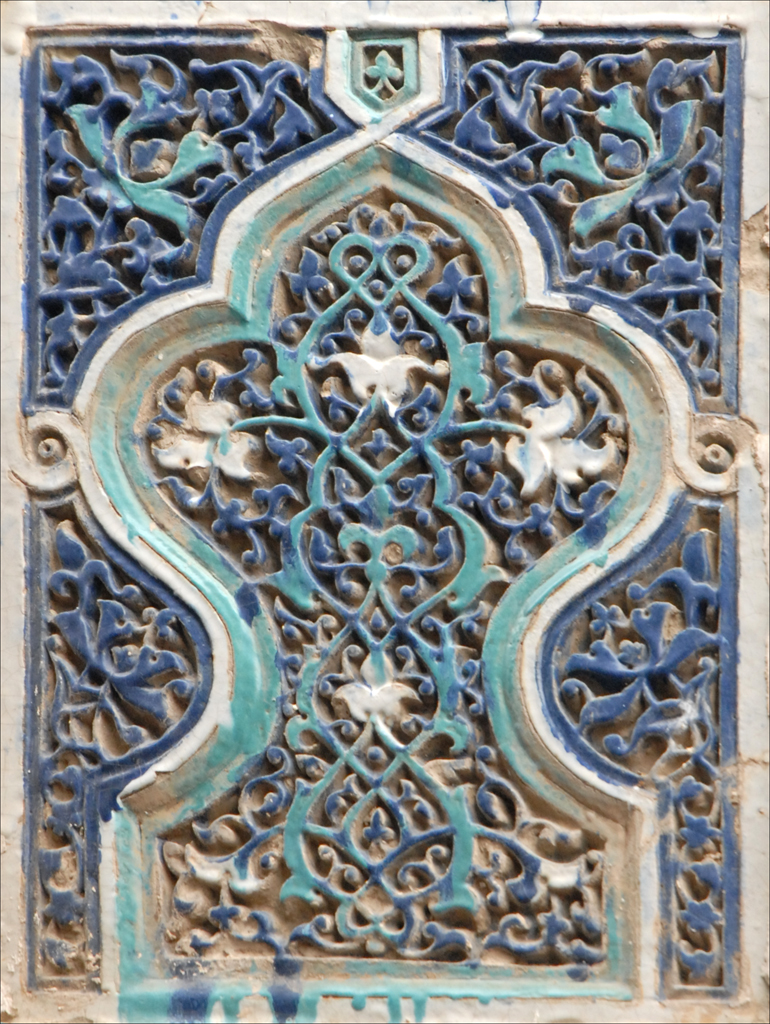
Декоративна різьблена панель мавзолею з глиногіпсу в Самарканді, XIV століття

Глиногіпс (ганч, гажа, арзик, тюрк. ganch) — зв'язувальний матеріал, штучна або (рідко) природна суміш гіпсу (від 30 % до 60 % дигідрату сульфату кальцію CaSO4 • 2H2O) і від 40 % до 70 % дрібних частинок глини (гажа, домішки кварцу і кальциту, землистий гіпс) або лесу (ганч, арзик). Будівельний глиногіпс — це продукт, який отримують в результаті випалювання гіпсового мергелю за температури 160—250 °C і подальшого подрібнення його в порошок. До складу будівельного глиногіпсу входить також кремнезем і вуглекислий кальцій. Мінеральний і хімічний склад глиногіпсу може сильно коливатися, навіть при його виготовленні із сировини одного родовища. Матеріал характеризується великою механічною міцністю та стійкістю у водному середовищі.

## Застосування

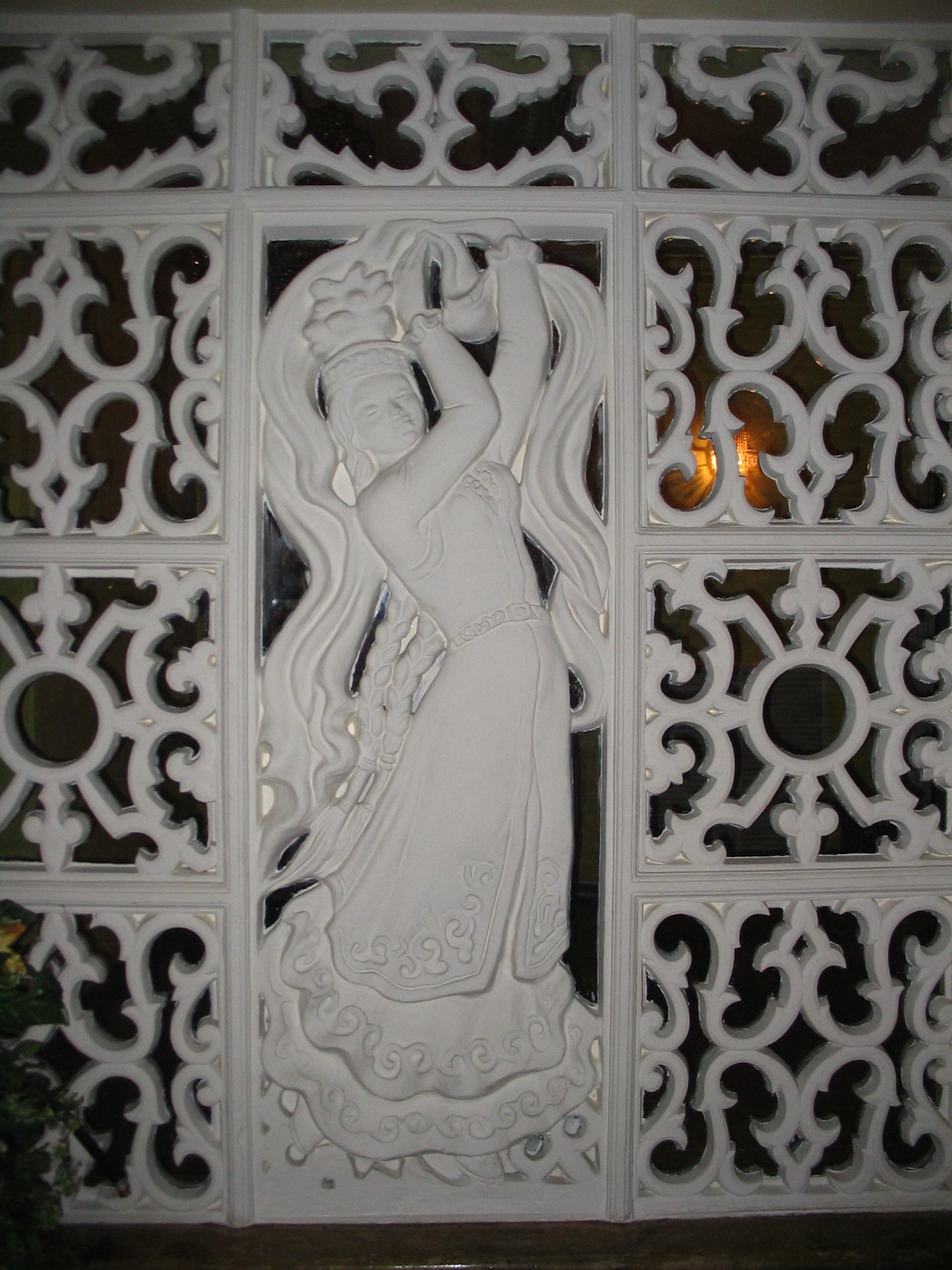
Ажурна ганчова стіна,

Глиногіпс (ганч) широко застосовується в Середній Азії, де поширена різьба по ганчу і на Кавказі, де матеріал відомий як гажа й арзик. Ганч — середньоазійська назва зв'язувального матеріалу, що отримується випаленням каменеподібної породи з вмістом гіпсу (від 40 до 70 %) й глину; відомий з перших століть нашої ери як матеріал для тинькування, об'ємно-пластичного декору (різьблення, відливання решітчастих вікон та інших деталей) та скульптури.

## Родовища
Численні родовища сировини для отримання глиногіпса знаходяться в Середній Азії та на Кавказі, а також в Астраханській, Волгоградській, Ростовській областях РФ.